# Otto von Friesen (filolog)
Otto von Friesen, född 11 maj 1870 i Kulltorps församling, Jönköpings län, död 10 september 1942 i Uppsala församling, Uppsala län, var en svensk lingvist, runolog och professor i svenska språket vid Uppsala universitet 1906–35 samt ledamot av Svenska Akademien 1929–1942 (stol nr 9). 
von Friesen var son till häradsskrivaren Johan Adolf von Friesen och Hedvig Elisabeth von Friesen, född Ödman. Otto von Friesen gifte sig 1906 med Vendla Ohlsson.
Friesen tog studentexamen 1889 vid Halmstads högre allmänna läroverk, blev filosofie doktor i Uppsala 1898, docent i nordiska språk vid Uppsala universitet 1897 och extra ordinarie professor i svenska språket där 1906. 1909 blev han ordinarie professor. Efter att sedan 1900 ha förestått professuren författade han ett antal arbeten i nordisk ljudhistoria, framför allt rörande äldre tider, samt i runologi och paleografi av vilka särskilt är att nämna Om de germanska mediageminatorna (1897), Till den nordiska språkhistorien (1901 och 1906), Om runskriftens härkomst (1904–06), vari Friesen, i anslutning till Bernhard Salins arkeologiska arbeten, härleder runskriften väsentligen från en grekisk kursivskrift, Vår äldsta handskrift på fornsvänska (1906) och Kylverstenen (i "Antiqvarisk tidskrift", XVIII). Han utgav även Upplandslagen efter Ängsö-handskriften (1902) och Olaus Petris afskrift af Hednalagen (i "Samlaren", XXIII) samt uppsatser i "Arkiv för nordisk filologi", "Uppland", Uppsala universitets årsskrift med flera. 
Bland hans senare arbeten märks Runorna i Sverige (1907, 3:e omarbetade och utvidgade upplagan 1928), Upplands runstenar (1908, 1913), Lister- och Listerbystenarna (1916), Rökstenen (1920), Rö-stenen i Bohuslän och runorna i Norden under folkvandringstiden (1924) samt Codex argenteus (1927).
Otto von Friesen valdes in som ledamot av Kungliga Vetenskapsakademien 1928, var ledamot av Vitterhetsakademin, hedersledamot av Smålands, Göteborgs, Gästrike-Hälsinge och Uplands nationer, ordförande i styrelsen för Landsmåls- och Folkminnesarkivet i Uppsala. Han var även ledamot i styrelsen för Upplands Fornminnesförening från 1910 och dess ordförande 1918–27.
Otto von Friesens son Sten von Friesen var professor i fysik vid Lunds universitet 1948–1972.
von Friesen ligger begravd på Uppsala gamla kyrkogård och hans brev, fotografier (glasplåtar) och övriga handlingar förvaltas idag av Uppsala universitetsbibliotek.